# ديمتري كونيشيف
ديمتري كونيشيف (بالروسية: Конышев, Дмитрий Борисович) مواليد 18 فبراير 1966 في نيجني نوفغورود، الاتحاد السوفيتي، هو دراج روسي سابق في صنف سباق الدراجات على الطريق. سبق أن شارك في دورة الألعاب الأولمبية الصيفية.

## سجل النتائج

### سباقات أو مراحل فاز بها
- طواف فرنسا
- طواف إسبانيا
- طواف سويسرا
- طواف إيطاليا

## روابط خارجية
- ديمتري كونيشيف على موقع الاتحاد الدولي للدراجات (الإنجليزية)
- ديمتري كونيشيف على موقع أرشيف الدراجات (الإنجليزية)
- ديمتري كونيشيف على موقع إحصائيات الدراجات الإحترافية (الإنجليزية)
- ديمتري كونيشيف على موقع CycleBase (الإنجليزية)
- ديمتري كونيشيف على موقع أوليمبيديا (الإنجليزية)